# Simone Frévalles
Simone Edmée Fleurie Morel dite Simone Frévalles, née le 23 juillet 1889 dans le 9e arrondissement de Paris et morte le 27 août 1950 à Neuilly-sur-Seine, est une actrice de théâtre et de cinéma française.

## Biographie
Simone Frévalles étudie au conservatoire de Paris où elle obtient un second prix de comédie. André Antoine, l'engage et elle fait ses débuts à l'Odéon, puis rejoint le répertoire du boulevard.
En 1934, le journal Comœdia fait état d'une convalescence après une grave maladie.
En 1951, un décret publié au Journal officiel autorise le ministre de l’Éducation nationale « à accepter, aux clauses et conditions énoncées dans l’acte et dans son codicille, le legs fait au Conservatoire national d’art dramatique par Mlle Simone Morel, dite Simone Frevalles, d’une somme annuelle de 24.000 francs destinée à la remise annuelle d’un prix fondé en faveur d’une jeune fille élève de cet établissement ». Les archives concernant ce legs sont conservées au Archives nationales et enregistrées au nom de la « Fondation Simone Edmée FLEURIE dit FREVALLES ».

## Théâtre
- 1907 : La Jeunesse du Cid, de Guillén de Castro à l'Odéon, Doña Urraca[2].
- 1908 : La Belle et la Bête, conte de Fernand Noziere, théâtre du comte Robert de Clermont-Tonnerre, Maisons-Laffite, 13 juillet, Violette[7].
- 1909 : L’Âne de Buridan, de Robert de Flers et Gaston Arman de Caillavet, création le 18 février au Gymnase-Dramatique, Odette de Versannes[8].
- 1909 : La Rampe, d’André Pascal, création le 19 octobre au Gymnase-Dramatique, Duchesse de Néronde.
- 1911 : La Fugitive, comédie d'André Picard, au théâtre du Gymnase, Mlle Varinier[9].
- 1911 : La Flambée, d'Henry Kistemaeckers au théâtre de la Porte Saint-Martin, 7 décembre, Thérèse Deniau[10], 200 représentations[11].
- 1912 : La Crise, de Paul Bourget et André Beaunier, au théâtre de la Porte Saint-Martin, 3 mai, Suzanne Landin[12].
- 1912 : Les Flambeaux, d'Henry Bataille, création le 25 novembre au théâtre de la Porte Saint-Martin[13].
- 1913 : Les Honneurs de la guerre, comédie de Maurice Hennequin, au théâtre du Vaudeville, 18 avril, Huguette[14].
- 1914 : Les Cinq messieurs de Francfort, pièce de Charles Roeszler, adaptée par Lugné-Poe et Julius Elias au théâtre du Gymnase, 23 janvier, Princesse Evelyne[15],[16].
- 1917 : La femme de mon mari, arrangé par Margaret Miller, d'après A.Thomas, au théâtre des Variétés, l'amie[17].
- 1920 : Mon homme, pièce d'André Picard et Francis Carco, création le 10 mars au théâtre de la Renaissance, Liane[18],[19].
- 1921 : Chérubin, pièce de Francis de Croisset, au théâtre de Paris, La Baronne[20].
- 1921 : Le Caducée, d'André Pascal,  au théâtre du Gymnase, 2 juin, Mme Watson[21].
- 1921 : Un jeune ménage, comédie de Louis Verneuil, Galeries Saint-Hubert Bruxelles, 12 novembre, Madeleine Hébert[22].
- 1921 : L'Autre fils, de Pierre Decourcelle, création le 31 décembre, au théâtre des Arts, Micheline Lormont[23] .
- 1922 : Régine Armand, de Louis Verneuil, au théâtre Sarah-Bernard, 12 janvier[24],[25].
- 1922 : La Dame aux Camélias, d'Alexandre Dumas fils, reprise au théâtre Sarah-Bernard, Marguerite[26],[27].
- 1924 : La Malibran, de Gustave Grillet, au théâtre Sarah-Bernard, La Malibran[28].
- 1924 : Passé la grille, pièce d'André Mouëzy-Eon et Marcel Pollet, d'après la nouvelle de R-S Savage[29],[30].
- 1925 : Reine d'Amour, drame de Pierre Decourcelle et Armand Dartois, au Nouvel-Ambigu, Olympe de Clèves[31].
- 1926 : Le Lit nuptial, de Charles Méré, au théâtre de la Renaissance, Hélène Moreuil[32].
- 1926 : Le Secret de Polichinelle, de Pierre Wolff, à la Comédie-Française[33].
- 1926 : Le Plaisir, de Charles Méré, au théâtre de la Madeleine[34].
- 1929 : La Castiglione, de Régis Gignoux, à la comédie des Champs-Elysées, Comtesse Walewska[35],[36].

## Cinéma
- 1909 : Le Chien de Montargis de Georges Monca .
- 1917 : L'Imprévu de Léonce Perret : Denise Vigneul[37].
- 1917 : 48, avenue de l'Opéra de Georges Denola et Dominique Bernard-Deschamps : Sylvie Daumas[38].
- 1918 : Les Grands de Georges Denola : Hélène Lormier.

## Mode
Elle est habillée par la Maison Redfern en 1921 ; par Martial et Armand en 1926 et 1928.

## Iconographie
Elle est photographiée par Jean Reutlinger et par Jacques Henri Lartigue, en 1927.
André Louis Maxime Humbert réalise son portrait en pied, une huile sur toile pour le Salon des artistes français 1913,,.